# Arthur Margelidon
Arthur Margelidon (París, Francia, 12 de octubre de 1993) es un deportista canadiense que compite en judo.
Ganó una medalla de bronce en los Juegos Panamericanos de 2015 y cinco medallas en el Campeonato Panamericano de Judo entre los años 2015 y 2024.
Participó en los Juegos Olímpicos de Tokio 2020, ocupando el quinto lugar en la categoría de –73 kg.

## Palmarés internacional
| Juegos Panamericanos    | Juegos Panamericanos    | Juegos Panamericanos | Juegos Panamericanos |
| Año                     | Lugar                   | Medalla              | Categoría            |
| ----------------------- | ----------------------- | -------------------- | -------------------- |
| 2015                    | Toronto (Canadá)        | Medalla de bronce    | –73 kg               |
| Campeonato Panamericano |                         |                      |                      |
| Año                     | Lugar                   | Medalla              | Categoría            |
| 2015                    | Edmonton (Canadá)       | Medalla de bronce    | –73 kg               |
| 2016                    | La Habana (Cuba)        | Medalla de oro       | –73 kg               |
| 2019                    | Lima (Perú)             | Medalla de plata     | –73 kg               |
| 2023                    | Calgary (Canadá)        | Medalla de plata     | –73 kg               |
| 2024                    | Río de Janeiro (Brasil) | Medalla de oro       | –73 kg               |